# Lars Nordgren
Lars Carl Ernst Nordgren, född 12 april 1934 i Gävle, död 3 februari 2007 i Uppsala, var en svensk läkare. Han var son till Carl Nordgren och bror till Bengt Nordgren.
Efter studentexamen i Gävle 1953 blev Nordgren medicine kandidat vid Uppsala universitet 1955, medicine licentiat 1960, medicine doktor 1970 och docent i klinisk fysiologi vid Uppsala universitet samma år. Han blev underläkare vid klinisk-fysiologiska avdelningen på Akademiska sjukhuset i Uppsala 1960 och biträdande överläkare på kliniskt-fysiologiska centrallaboratoriet där 1967. Han skrev doktorsavhandlingen Some Principles for the Treatment of the ECG signal to Obtain Selected Clinical Information with Special Reference to Cardiac Arrhythmias (1970).